# Vialaeaceae
Vialaeaceae es una familia de hongos en la clase Sordariomycetes. Es un taxon monotípico, su único género es Vialaea. La familia fue denominada en 1995 por P.F. Cannon.
Las especies de esta familia se encuentran distribuidas en zonas templadas y tropicales del mundo, donde crecen como parásitos en ramitas.